# Хуго Прат
Хуго Прат (итал. Hugo Pratt), право име Уго Еугенио Прат (итал. Ugo Eugenio Prat; Римини, 15. јун 1927 — Грандво, 20. август 1995), био је италијански цртач стрипа и илустратор. Светску славу је стекао стрипом Корто Малтезе.

## Биографија
Рођен је у близини Риминија, али је првих неколико година свога детињства провео у Венецији. Године 1937. са мајком одлази у Абисинију (Етиопија), тадашњу италијанску колонију, где су се придружили оцу који је био Мусолинијев војник. Након ослобађања Етиопије од стране Савезничких трупа 1941. године, његовог оца су ухапсиле британске трупе, те је 1942. године умро као ратни заробљеник. Исте године је Хуго са својом мајком послат у логор у Диредаоуа, где Хуго од логорских чувара купује стрипове, а касније, уз помоћ Црвеног крста бивају депортовани у Италију. 
Хуго Прат је штампао своју прву публикацију у седамнаестој години у Венецији заједно са својим пријатељима. Године 1949. добија позив да дође у Аргентину. Сели у Буенос Ајрес где ради за издавача Едиторијал абрил, и упознаје јужноамеричке стрип ауторе попут Хосеа Луиса Салинаса и Солана Лопеза. У том периоду често путује у Амазон, и под утицајем тих путовања настаје и његов стрип „Ана из џунгле“. У периоду од 1959. до 1960. у Лондону ради за Дејли Мирор. Након чега одлази у Бразил, а касније се враћа у Италију. Године 1967, црта стрип „Баладу о сланом мору“ у којем се појављује његов касније најпознатији лик Корто Малтезе. Корто убрзо постаје доминантан лик у Пратовим делима и наставља да се појављује у наредне три године унутар француског магазина Пиф.
Од 1984. до 1995. Прат је живео у Швајцарској. У Француској је публикована већина његових радова пре Корто Малтезеа. Скитница по природи, Хуго Прат је наставио и даље да путује по свету, од Канаде до Патагоније и од Африке до Пацифика. Умро је од канцера 20. августа 1995. Постхумно је 2002. године уведен у Ајзнерову кућу славних.